# Phalaenopsis mysorensis
Phalaenopsis mysorensis är en orkidéart som beskrevs av Cecil John Saldanha. Phalaenopsis mysorensis ingår i släktet Phalaenopsis och familjen orkidéer. Inga underarter finns listade i Catalogue of Life.